# Taghi Askari
Taghi Askari (persisch تقی عسکری; * 1923 oder 1924) ist ein ehemaliger iranischer Wasserspringer.
Er gewann 1951 bei den ersten Asienspielen in Neu-Delhi die Silbermedaille vom 10-m-Turm und die Bronzemedaille vom 3-m-Brett. Anschließend errang er mehrere nationale Titel. 1983 beendete er seine aktive Karriere.
2024 sprang Askari im Rahmen der Schwimmweltmeisterschaften im katarischen Doha nochmals vom Dreimeterbrett. Im Anschluss an diese plant er, an den World Aquatics Masters Championships teilzunehmen, einem Wettbewerb im Mastersschwimmsport.